# Пернамбуканская революция

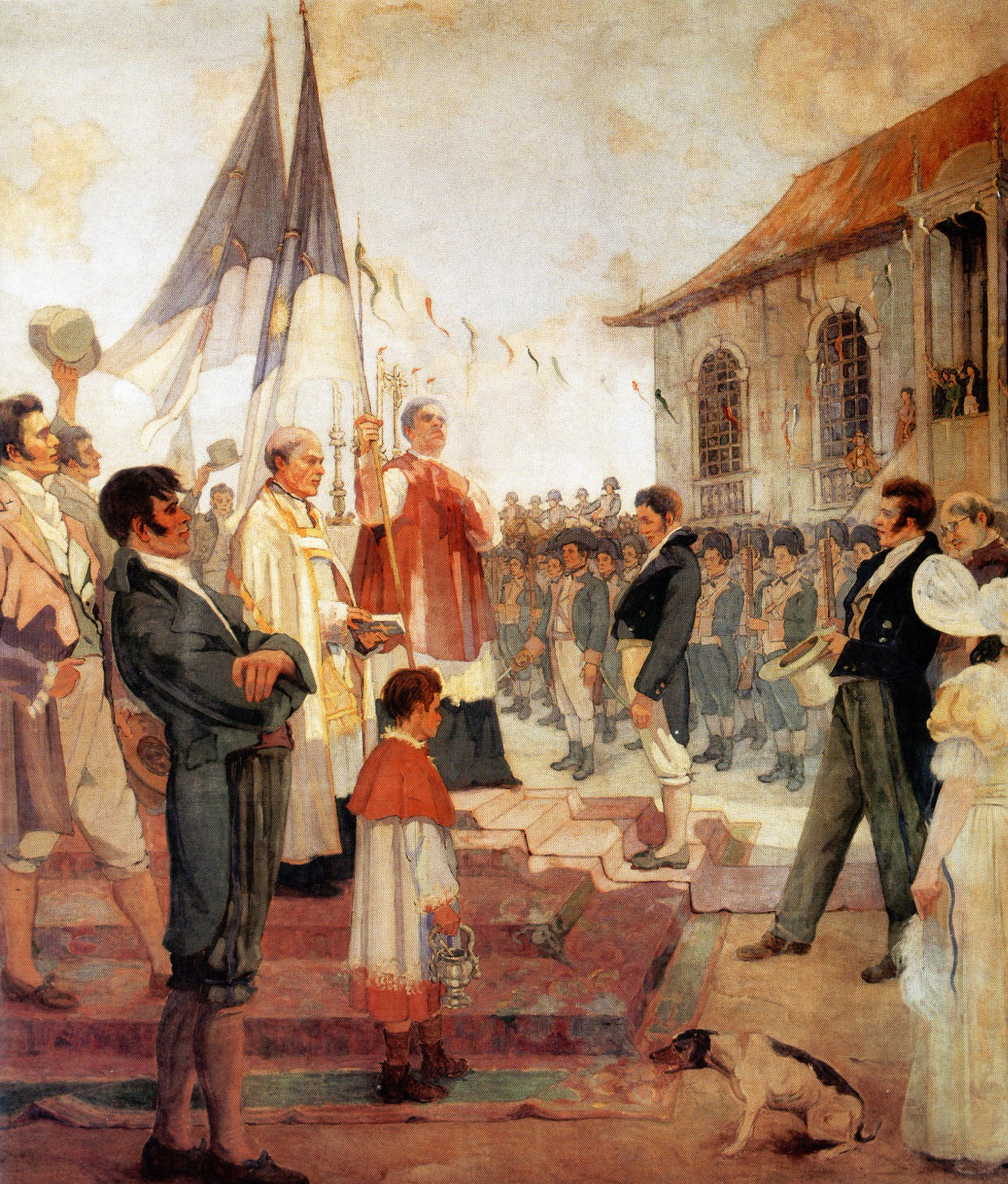
Антониу Паррейрас. Освящение флага Пернамбуканской революцияи. 1817 г.

Пернамбуканская революция (порт. Revolução Pernambucana) или Революция священников (порт. Revolução dos Padres) — восстание, которое состоялось 6 марта 1817 года в бразильской провинции (ныне штат) Пернамбуку в северо-восточном регионе Бразилии.
Эта революция также известна тем, что была одной из первых попыток создать независимое правительство в Бразилии, ей предшествовала Инконфиденсия Минейра.
В результате сепаратистского мятежа, переросшего в восстание была создана Пернамбуканская Республика, просуществовавшая до 20 мая того же года. После провозглашения республики, не было принято никаких мер по отмене рабства.
Среди причин восстания на фоне латиноамериканских войн за независимость называют кризис региональной экономики, в основном, снижение темпов производства сахара, недовольство абсолютизмом португальской монархии и идеями просвещения, которые распространяли масонские общества и др. Капитания Пернамбуку, тогда самая прибыльная из всей колонии, была вынуждена отправлять крупные суммы денег в Рио-де-Жанейро для оплаты огромных расходов семьи и свиты короля, что затрудняло решение местных проблем, таких как засуха 1816 года, и вызывало задержки зарплаты солдат, что вызвало большое недовольство среди местного населения.
Среди лидеров восстания Доминго Жозе Мартинс, Антониу Карлос де Андраде, Фрей Канека, Жозе Инасиу Рибейру ди Абреу-и-Лима. Героиней движения была Барбара де Аленкар, бабка будущего прославленного бразильского писателя Жозе де Аленкара.

В 2007 году 6 марта объявлен Великим днём Пернабуку (Data Magna de Pernambuco) в память о Пернабуканской революции. В 2017 году, в честь 200-летия события этот день объявлен государственным праздником.

Флаг восстания
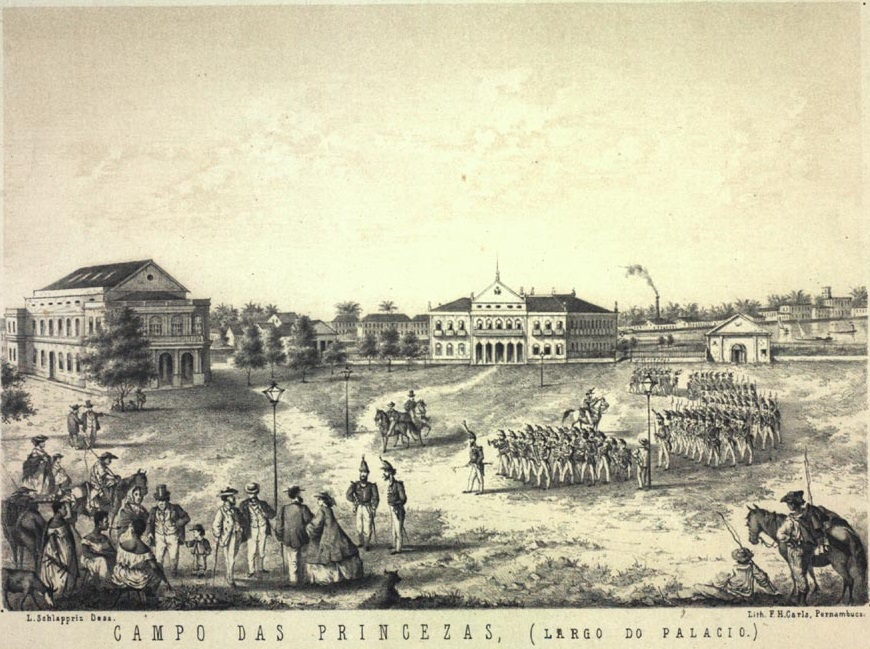
Отряд мятежников в Ресифи, Пернамбуку
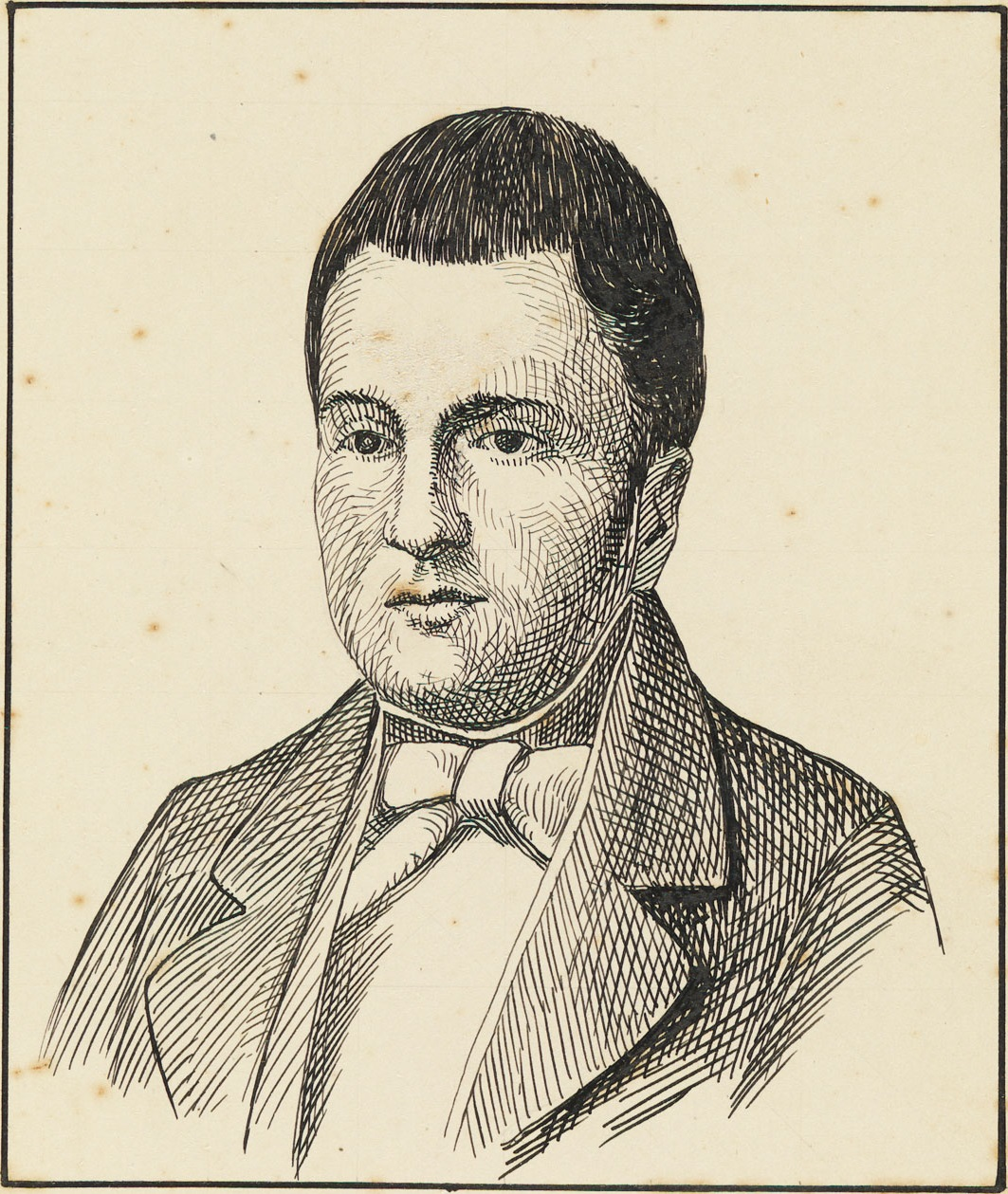
Доминго Жозе Мартинс — лидер движения, обвинён в оскорблении величества
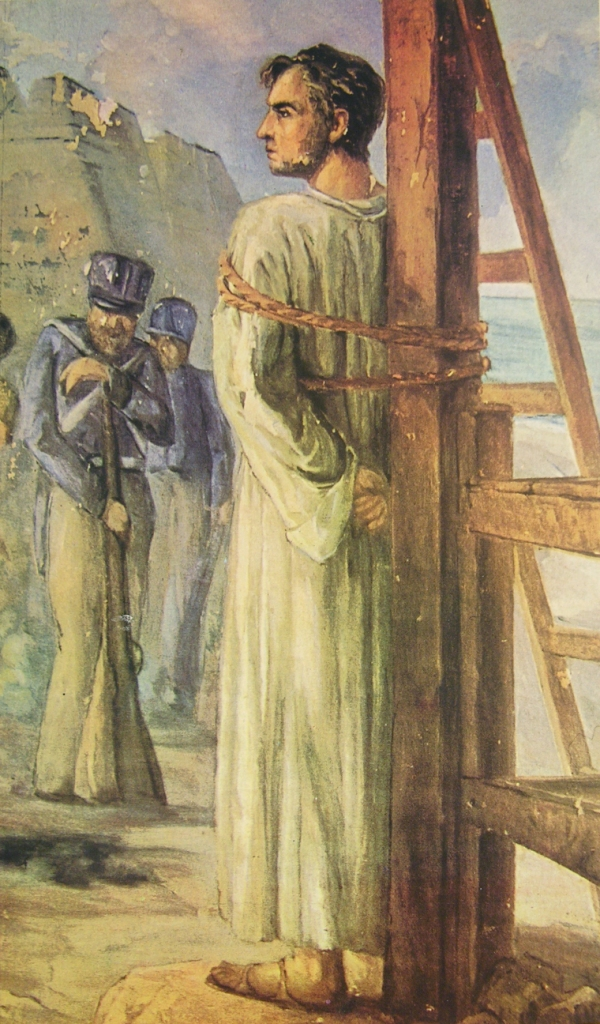
Фрей Канека провёл в темнице 4 года и был расстрелян, что привело к появлению Экваториальной конфедерации
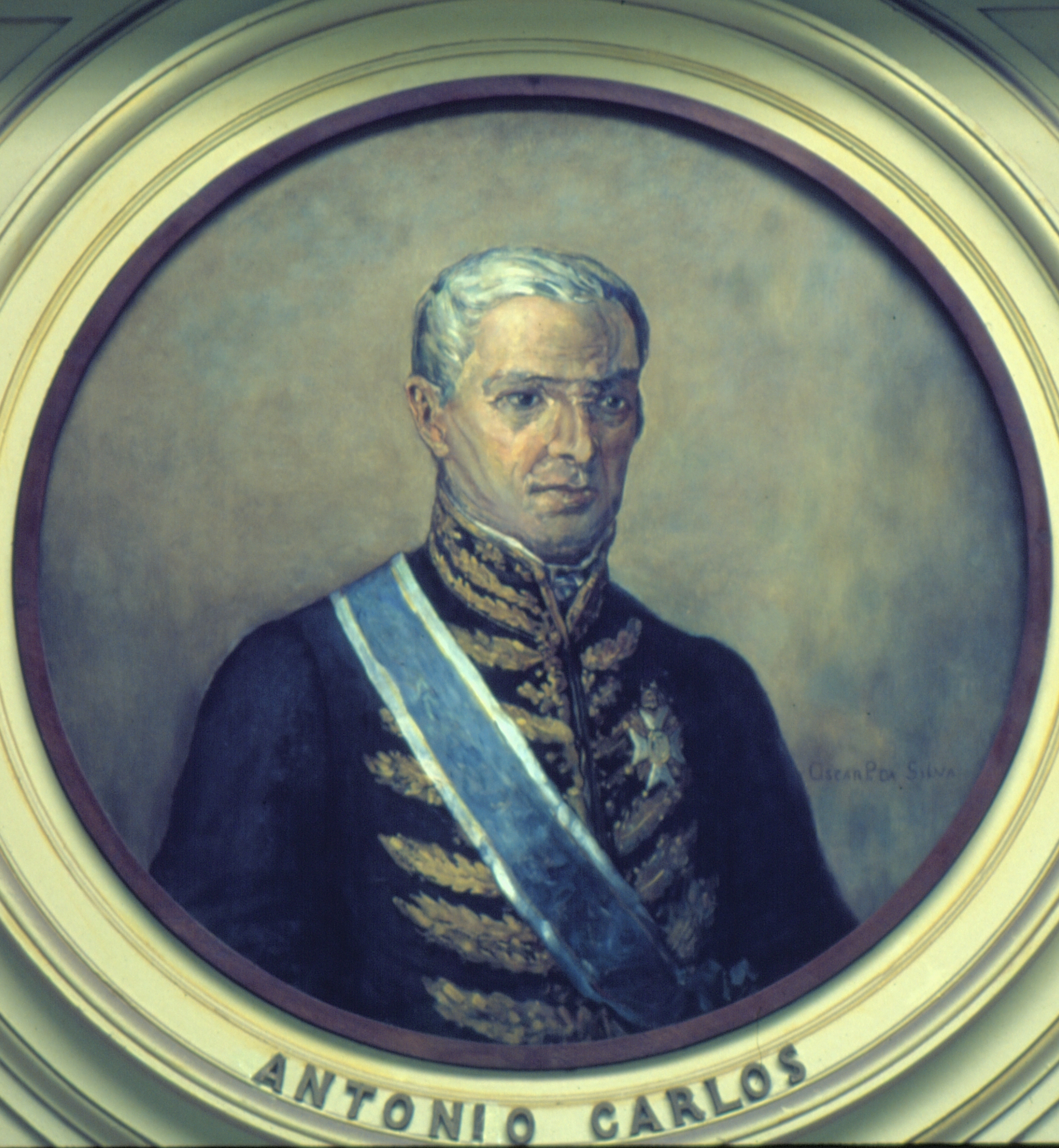
Антониу Карлос де Андраде, брат Жозе Бонифасиу провёл четыре года в тюрьме за участие в революции
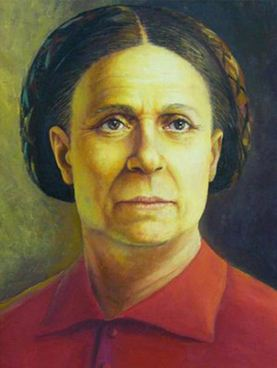
Барбара де Аленкар — героиня движения
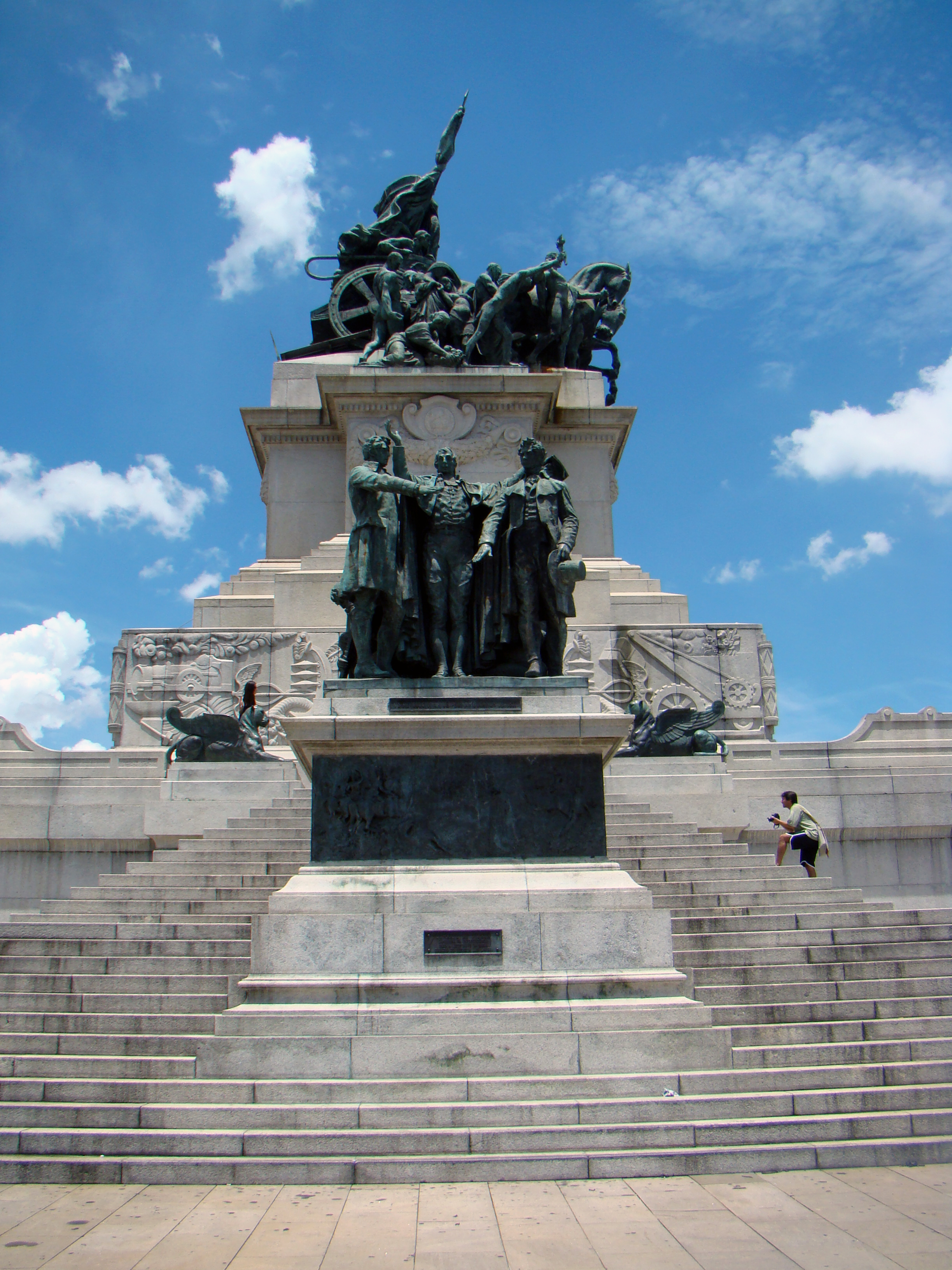
Композиция Революционерам Пернамбуку 1817 года на Памятнике независимости Бразилии в Сан-Паулу